# Поруџбина
Поруџбина представља пословно писмо са којим купац тражи од продавца да му испоручи одређену робу / производ или услугу, под одређеним квалитетом, врсти, количини, карактеристикама, и под одређеним условима продаје.
Поруџбина се шаље по више основа:
- по основу примљене понуде од стране продавца (и на њу позитивно одговори)
- по основу ранијих устаљених испорука на основу редовне пословне сарадње
- по основу хитних потреба када купац поручује робу/услуге ; телефоном, интернетом(е-пошта), телефакс и сл.

Приликом поруџбине купац мора да буде обазрив како не би дошло до неспоразума касније, или евентуалне штете.Поруџбина треба да буде јасна, недвосмислена, прегледна са свим потребним подацима о производу, количини и другим условима.
Поруџбина треба да садржи:
- врсту, количину и квалитет робе/производа
- цена, начин плаћања и рок плаћања
- рок испоруке, начин испоруке и начин паковања/амбалаже

Купац који је послао поруџбину има обавезу да робу коју је наручио и преузме.
Опозив поруџбине → Купац може да опозове поруџбину на више начина; телефоном, факсом и др., опозив ће се уважити ако стигне пре поруџбине или у исто време с њом.
Продавац по пословном правилу треба да одговори на поруџбину без обзира да ли прихвата или не поруџбину.
- Ако прихвати поруџбину — потврђује пријем поруџбине, захваљује се на поруџбини и саопштава када ће испоручити робу из поруџбине.
- Примљену поруџбину продавац је дужан да испуни ако је поруџбина стигла као одговор на његову посебну обавезну понуду или понуду са роком(ако је поруџбина стигла о року).
- Међутим, примљену поруџбину у другим случајевима продавац –није дужан да изврши. Разлога може да буде више, треба објаснити разлог и извинити се потенцијалном купцу, изјавити жаљење и евентуално понудити алтернативни производ или услугу.

Пословна култура налаже(обавезује) да се учесници у пословном подухвату (купопродајним односима и сл.)придржавају елементарне пословне етике, и да задрже пословни углед и међусобно поштовање и коректан однос.

## Извор
- Канцеларијско пословање.  978-86-17-13811-8.